# Hans Sundberg (pastor)
Hans Åke Sundberg, född 4 januari 1953 i Avesta i dåvarande Kopparbergs län, är en svensk pastor och teolog.
Sundberg är teologie doktor i systematisk teologi, tros- och livsåskådningsvetenskap. Han disputerade 1986 på en avhandling om teologin i Sven Lidmans författarskap. Sundberg är mest känd för att ha tagit Vineyard-rörelsen till Sverige och Norden, då han tillsammans med sin hustru Lotta grundade församlingen Stockholm Vineyard 1992.  
År 1993 avskildes Sundberg till huvudpastor i Stockholm Vineyard. Ledarskapet bestod då även av pastorerna Lisbeth och Hans Johansson samt Siw och Ted Jeans. Sundberg hade tidigare varit lärare på Betelseminariet i Stockholm samt pastor i Baptistförsamlingen i Trollhättan och Kyrkan vid Brommaplan i Bromma, Stockholm. 
Sundberg var pastor i Stockholm Vineyard fram till 2003, då han flyttade till Uppsala för att grunda Uppsala Vineyard. Sundberg var ordförande för Vineyard Norden från starten fram till 2009. Relationen blev därefter kylig mellan Sundbergs församling och Vineyard Norden.
Sedan 2011 är Hans Sundberg ordförande för Folk & Språk. 

## Vineyard
Sundberg fick sin första kontakt med Vineyard-rörelsen genom en ekumenisk konferens i Göteborg 1988. År 1991 blev han ordförande för konferensen "Stockholm 91", en uppföljare till "Göteborg 90". På konferensen var Vineyard-rörelsens grundare John Wimber och Paul Cain huvudtalare. Samma år startade Sundberg, tillsammans med Gunnar och Elsa Rydin, lärjungaskolan "Levande Stenar" på Blidö.
Följande år fattades beslut om att starta en ny församling. De träffade Hans och Lisbet Johansson samt Ted och Siw Jeans som delade visionen. John Wimber gav sitt godkännande till grundandet av en Vineyard-församling och församlingen hyrde in sig i Alvik Strands restauranglokaler.
År 1993 avskildes Sundberg i Anaheim Vineyard av John Wimber, till föreståndare och Hans och Lisbet Johansson, Ted och Siw Jeans till pastorer i Stockholm Vineyard. Fem år senare avskildes Sundberg i Hamar, Norge till National Director för Norden och Ryssland, och ingick därefter i den internationella ledningsgruppen Vineyard International Consortium. 
Våren 2009 avsattes Sundberg från ledarskapet som National Director. Strax därefter bytte församlingen Uppsala Vineyard namn till "Mosaik".

## Mosaik
Hans Sundberg är grundare och föreståndare av församlingen Mosaik i Uppsala. Mosaik har en 50/50-vision, som innebär att ungefär hälften av verksamheten ska vara utåtriktad och evangeliserande. Församlingen betonar även Andens gåvor, bön, socialt engagemang och mission. Tillsammans med flera andra kyrkor arrangerar Mosaik varje år ett mångkulturellt kristet sommarläger som heter Kingdom Camp.